# أوليفييه فور
أوليفييه فور (بالفرنسية: Olivier Faure) هو سياسي فرنسي، ولد في 18 أغسطس 1968 في غرونوبل في فرنسا. حزبياً، نشط في الحزب الاشتراكي. وقد انتخب الأمين العام الأول ‏ الحزب الاشتراكي (2018 – ) وانتخب نائب فرنسي عن دائرة Seine-et-Marne's 11th constituency ‏ وقد انضم خلال فترته النيابية ‏ (21 يونيو 2017 – )  للكتلة البرلمانية اليسار الاشتراكي، الراديكالي، المواطني والمتنوع ‏ وانتخب نائب فرنسي عن دائرة Seine-et-Marne's 11th constituency ‏ خلال فترته النيابية (20 يونيو 2012 – 20 يونيو 2017).

## وصلات خارجية
- الموقع الرسمي